# Nikos Karelis
Nikolaos Karelis (en griego: Νικόλαος «Νίκος» Καρέλης; Heraclión, Grecia, 24 de febrero de 1992), conocido como Nikos Karelis, es un futbolista griego. Juega como delantero en el Mumbai City F. C. de la Superliga de India.

## Selección nacional
Ha sido internacional con la selección de fútbol de Grecia en 19 ocasiones y ha convertido 3 goles.

### Participaciones en Eurocopas
| Copa                    | Sede    | Resultado      |
| ----------------------- | ------- | -------------- |
| Eurocopa Sub-19 de 2011 | Rumania | Fase de grupos |

## Clubes
| Club                   | País         | Año       |
| ---------------------- | ------------ | --------- |
| Ergotelis              | Grecia       | 2007-2012 |
| F. C. Amkar Perm       | Rusia        | 2012-2013 |
| P. A. E. Panathinaikos | Grecia       | 2013-2016 |
| K. R. C. Genk          | Bélgica      | 2016-2019 |
| PAOK F. C. (cedido)    | Grecia       | 2018-2019 |
| Brentford F. C.        | Inglaterra   | 2019-2020 |
| ADO Den Haag           | Países Bajos | 2020-2021 |
| Panetolikos            | Grecia       | 2021-2024 |
| Mumbai City F. C.      | India        | 2024-     |

## Palmarés

### Campeonatos nacionales
| Título              | Club                   | País   | Año  |
| ------------------- | ---------------------- | ------ | ---- |
| Copa de Grecia      | P. A. E. Panathinaikos | Grecia | 2014 |
| Superliga de Grecia | PAOK F. C.             | Grecia | 2019 |
| Copa de Grecia      | PAOK F. C.             | Grecia | 2019 |